# Toyo Ito

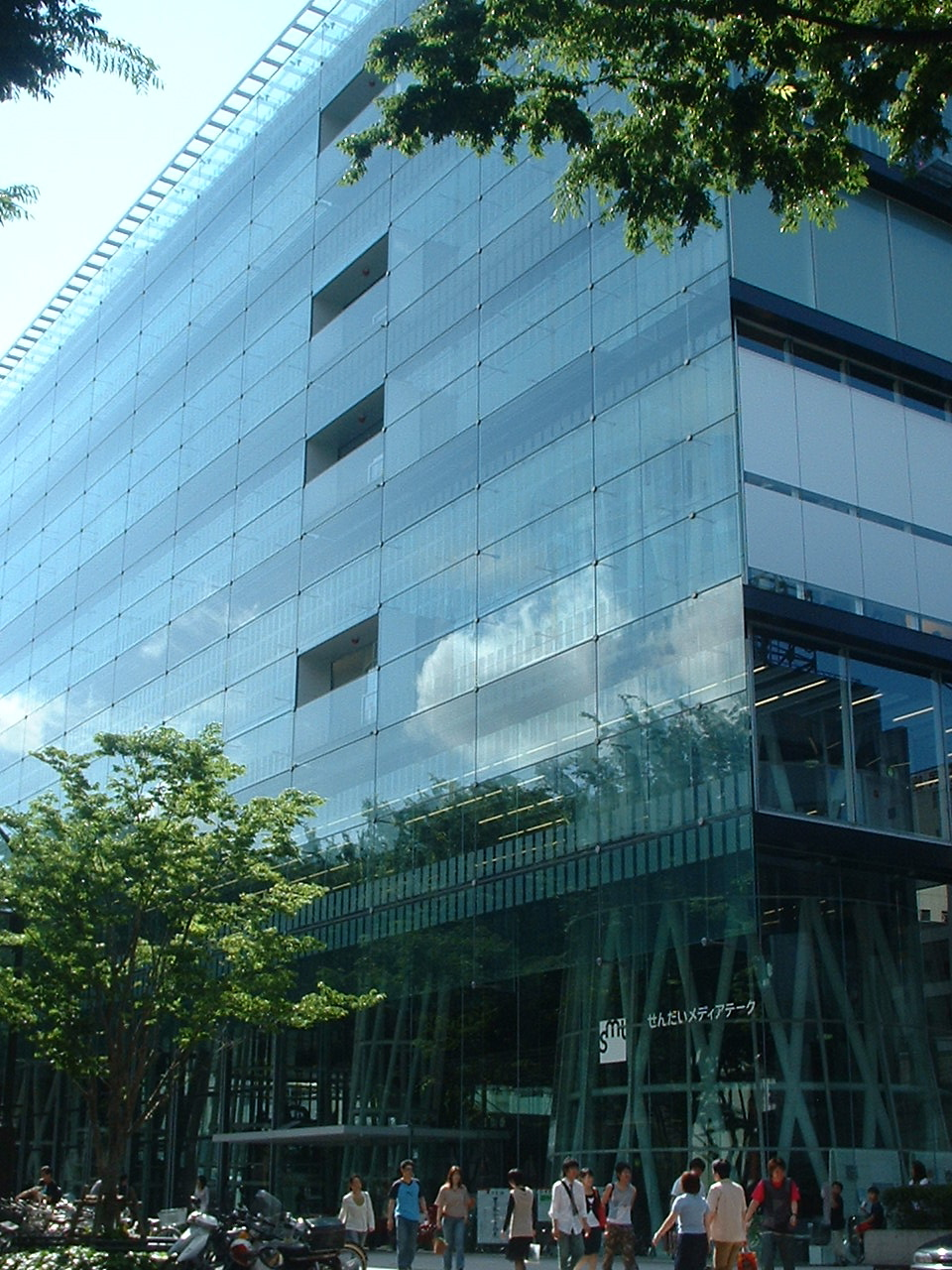
Detalhe de fachada edifício comercial de Toyo Ito.

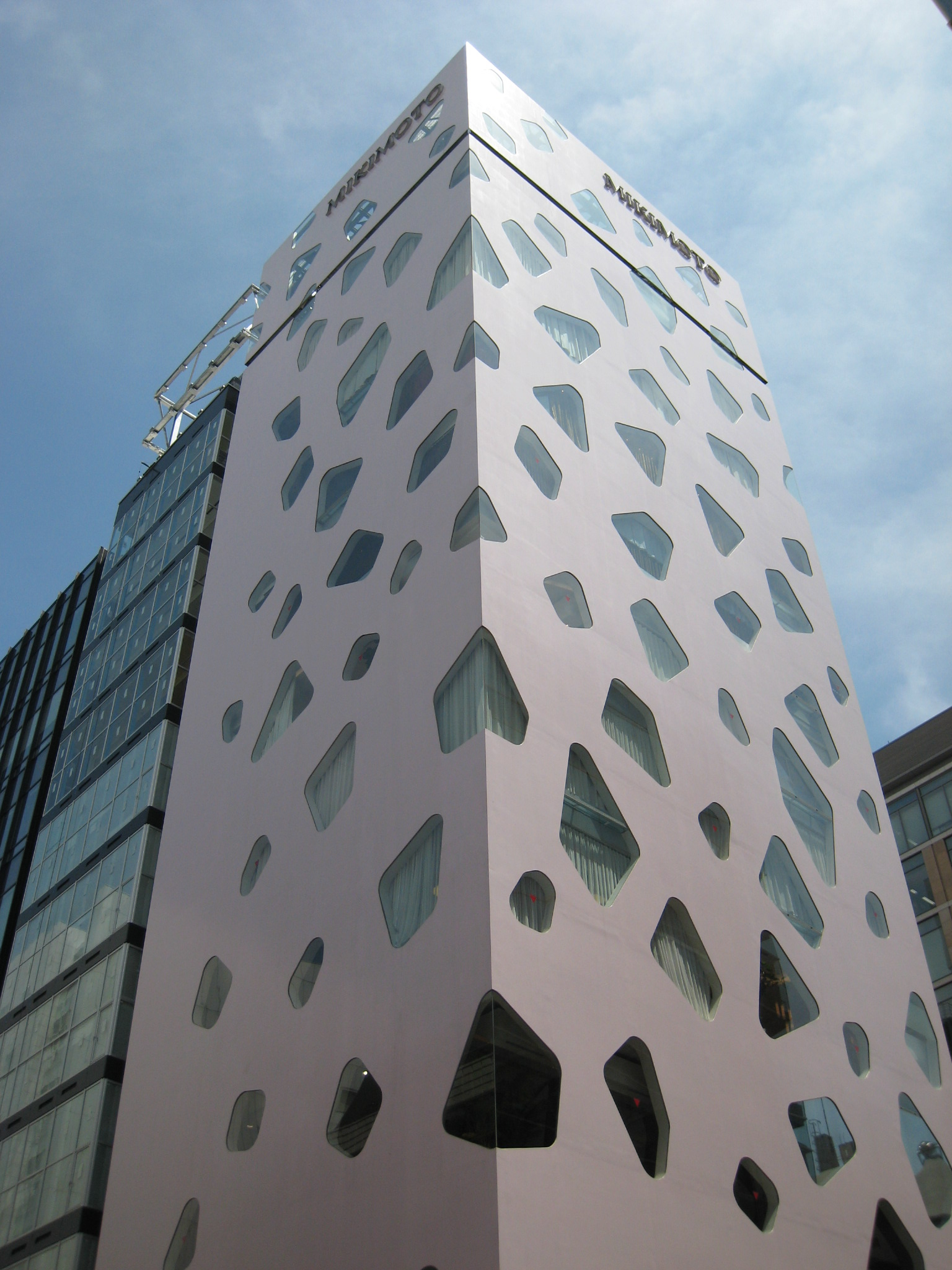
Mikimoto Ginza2, Japon, 2005

Toyo Ito (Seul, 1 de junho de 1941) é um arquiteto japonês.

## Biografia
- 1965 – Gradua-se na Universidade de Tóquio.
- 1965-1969 – Trabalha para o arquiteto Kiyonori Kikutake e associados.
- 1971 – Funda seu próprio escritório (URBOT) em Tóquio.
- 1979 – Abre um escritório chamado Toyo Ito & arquitetos associados.
- 2000 – Recebe o título de acadêmico da Academia Internacional de Arquitetura (IAA).

Toyo ito é um arquiteto japonês conhecido por criar arquitetura conceitual, em que ele procura simultaneamente expressar os mundos físico e virtual. Ele é um expoente da arquitetura que aborda a noção contemporânea de uma cidade "simulado", e tem sido chamado de "um dos arquitetos mais inovadores e influentes do mundo."
Em 2013, Ito foi premiado com o Prêmio Pritzker, um dos mais prestigiados prémios arquitetura. Como Ito foi visto como um dos favoritos para o Prémio Pritzker para os 10 anos antes de ganhar, o prêmio é visto como possivelmente reverter a honrar mais experientes, arquitetos de idosos com uma história de vida de projetos, dados os premiados mais jovens nos últimos anos. Toyo Ito também trabalhou na Universidade de Columbia e na Universidade do Norte de Londres, sendo considerado um honrado professor.
Ele adora projetar de manhã e no final da tarde, pela tranqüilidade desses horários. Gosta de ouvir música clássica e Takemitsu Toru – um compositor japonês. Dedicou-se muito à construção de prédios, mas deseja construir mais casas posteriormente.
Quando criança, Toyo queria ser jogador de baseball, mas quando entrou na faculdade sua admiração voltou-se para a arquitetura.

## Obras
- 1976- U-House em Tóquio.
- 1984- Silver Hut em Nakano.
- 1986- “Tower of the Winds” (Torre dos ventos) em Yokohama.
- 1991- Yatsushiro Municipal Museum (Museu Municipal) em Yatsushiro.
- 1993 - Nagayama  Amusement Complex (complexo de divertimento de Nagayama) em Tóquio.
- 1993- ITM Building (edifício da ITM) em Matsuyama.
- 1994- Old People's Home “Hoju-ryo” (casa para pessoas idosas) em Yatsushiro.
- 2001- Sendai Midiateca em Sendai.
- 2002- Serpentine Gallery, em Hyde Park em Londres, Reino Unido
- 2002- Pavilhão Bruges, na Bélgica.
- 2004- Matsumoto Performing Art Center em Matsumoto.
- 2004- TOD's Omotesando Building em Tóquio.
- 2005- Mikimoto Ginza2 em Tóquio.
- 2006- "Taichung Opera International Competition"  em Taiwan.
- 2006- VivoCity, HarbourFront, em Singapura.
- 2008- World Games Stadium em Kaohsiung, Taiwan
- 2008- Villa for Chilean architectural project em Ochoalcubo , Chile.
- 2008- Huge Wine Glass em Pescara, Itália
- 2009- Suites Avenue Building em Barcelona, Espanha
- 2009- Torre Realia BCN e Hotel Porta Fira em L'Hospitalet de Llobregat, Espanha
- 2009- House White-O em Marbella, Chile

## Prêmios
- 1986 – Prêmio do Instituto Japonês de Arquitetura (Casa Silver Hut).
- 1992 – 33º Prêmio Mainichi de Arte (Museu Municipal de Yatsushiro).
- 1997 – IAA INTERARCH '97 Grande Prêmio da União de Arquitetos da Bulgária, Medalha de Ouro.
- 1998 – Prêmio de Fomento da Arte, Ministério de Educação Japonês.
- 1999 – Prêmios da Academia de Arte, Ministério Japonês.
- 2000 – Prêmio de Arquitetura “Arnold W. Brunner Memorial”, Academia Americana das Artes e Letras.
- 2002 – Grande Prêmio 2001 à Excelência no Desenho, Organização para a Promoção do Desenho Industrial Japonês (JIDPO) Midiateca de Sendai).
- 2002 – “World Architecture Awards 2002”: Melhor Edifício da Ásia Oriental (Midiateca de Sendai).
- 2002 – Leão de Ouro por sua Trajetória Profissional, 8ª Exposição de Arquitetura Internacional na Bienal de Veneza.
- 2003 – Diploma Honorário da Associação Arquitetural.
- 2003 – Prêmio do Instituto de Arquitetura do Japão (Midiateca de Sendai).
- 2004 – XX Prêmio Compasso de Ouro de ADI (Banco Ripples).
- 2008 - Frederick Kiesler Award for Architecture and the Arts 2008
- 2009 - Asahi Prize
- 2010 - Praemium Imperiale
- 2013 - Prêmio Pritzker[1]